# Eurocon 1984
Eurocon 1984 (acronim pentru Convenția europeană de science fiction din 1984) (sau SeaCon'84) a avut loc la Brighton în  Regatul Unit.
Invitații de onoare la această a opta ediție a manifestării și prima din Anglia, respectiv Marea Britanie, au fost Christopher Priest, Roger Zelazny, Pierre Barbet, Josef Nesvadba și Waldemar Kumming.